# Keresztkötés (faipar)
A keresztkötések a keretkötések egyik típusát adják. Abban az esetben alkalmazzuk, ha a keret belsejében bordákat, vagy keretosztókat készítünk. A keretosztás célja lehet a szilárdság növelése, vagy esztétikai.

## A keresztkötések típusai
- Keresztkötés rálapolással: Elkészíthető egyszerű, vagy aljazott belső éllel. Nem ad erős kötést, ezért leginkább csak esztétikai célú keresztosztásoknál alkalmazzuk.
- Vésett kereszt alakú kötés: A vésett csapos T-kötéshez hasonlóan készül, csak itt két oldalról eresztjük be a két csapos darabot. Ez szilárd kötést ad.
- Ékkötés: Olyan vésett csap, mely a lyukasztott rész túlsó oldalán folytatódik. Itt átmenő ékkel rögzítjük. Használhatunk egy, vagy több éket is, az anyag szélességének figyelembevételével.

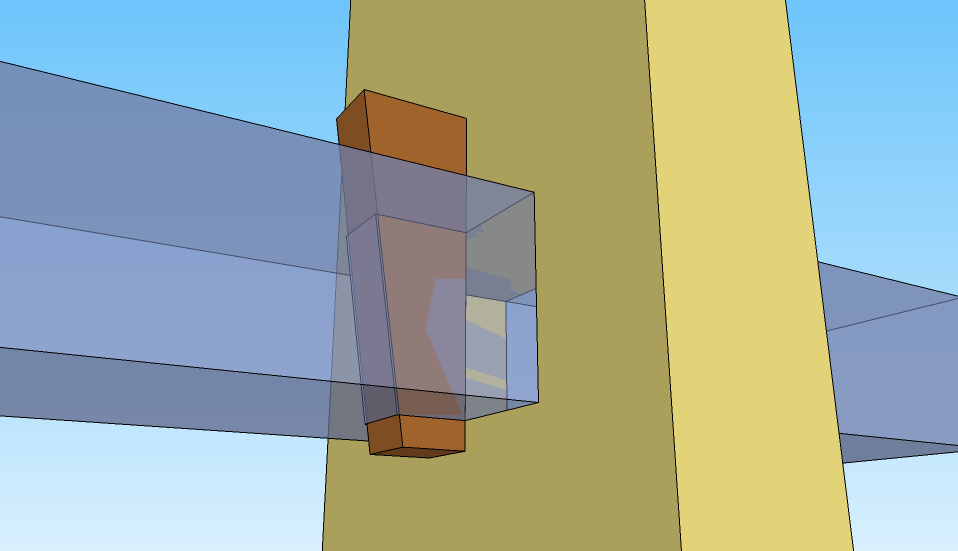
Ékkötés